# プリモ・ロンゴバルド (サウロ級潜水艦)
プリモ・ロンゴバルド（イタリア語：Primo Longobardo, S 524）は、イタリア海軍のサウロ級潜水艦7番艦でサウロ級第4シリーズに分類される。艦名は第二次世界大戦期の潜水艦艦長プリモ・ロンゴバルド海軍少佐に由来する。

## 艦歴
「プリモ・ロンゴバルド」は、フィンカンティエリモンファルコーネ造船所で建造され1991年12月19日に起工、1992年6月20日に進水、1993年12月14日に就役する。
本艦は第3シリーズと比較して最先端機器やシステムを導入している。特に大きな変更点は遮音タイルを装着し、これにより静粛性が向上している。1999年から2002年にかけてターラントにおいて戦闘システムの近代化改修工事を受ける。